# Kuma to interi
Kuma to interi (クマとインテリ?) è una raccolta di storie autoconclusive di basso, pseudonimo di Natsume Ono. I capitoli autoconclusivi ed indipendenti sono tutti ambientati in Italia - eccetto l'ultimo che presenta uno sfondo giapponese - ed hanno prevalentemente come tema principale la politica italiana.

## Trama

### Con te
Un cameriere di un ristorante d'alta classe si concede spesso ai suoi clienti e così finisce per andare a letto coll'ex-capo di Stato, Callaro. Raccontatolo al suo amante fisso, il politico "di terza classe" Albino Dolci, Neri, provocandone la gelosia, finisce per litigarvi furiosamente. Separatosi dal ragazzo, Albino, realizzando d'amare il ragazzo e desideroso di mostrare il proprio peso e valore politici, decide di fare un comizio per strada. Sopraggiunge intanto Neri che, dispiaciuto per aver offeso Albino, vuole riconciliarsi con lui; trovatolo davanti al Parlamento gli balza in braccio, dichiarando il suo amore per lui e baciandolo di fronte alla folla. Il gesto attira naturalmente l'attenzione di molti paparazzi e così, la coppia ormai riconciliata, vede la propria foto su tutti i giornali del giorno dopo.

### Orso e intellettuale[1]
Fausto Callaro, ormai ex-primo ministro ma pur sempre figura politica di spicco della politica italiana, è spesso al centro dell'attenzione dei media, che - se non fossero controllati strettamente dal fratello di Callaro - offrirebbero al pubblico i continui scandali suscitati dalla condotta amorale dell'ex-premier. Callaro, infatti, è costantemente a caccia di ragazzi giovani e carini coi trascorrere la serata ed appagare la sua libido.
Finché, durante una vacanza in un resort esotico, non conosce Bruno Baldini, fotografo e cameraman per una rivista.
Disprezzando l'aspetto trasandato e "selvaggio", "da orso" del ragazzo, Callaro lo tratta con sufficienza, decidendo tuttavia di accompagnarlo per i luoghi turistici naturali più caratteristici. Durante l'escursione i due rimangono isolati in un rifugio di montagna e tra i due scoppia la passione.
Tornato a Roma, Callaro si informa sul giovane amante e scopre, dal fratello, che egli è un paparazzo e che perciò potrebbe ricattarlo. Deciso, a malincuore, a troncare la storia con l'affascinante fotografo, Callaro viene raggiunto da Bruno, che gli consegna le fotografie scattate in vacanza. Queste si rivelano essere degli scatti senza alcun fine scandalistico, ma le mere foto di un giovane uomo innamorato, così i due continuano la loro difficile storia.

### Manifesto
Un sottosegretario del partito di Callaro, rincasando la sera tardi, si imbatte in un vandalo intento a fare dei graffiti proprio sui manifesti politici ritraenti il leader di partito. Infuriato, il giovane sgrida il coetaneo. Qualche sera dopo, rincontrandolo e sorprendendolo nella stessa occupazione, il politicante, fuori di sé e provocato con strafottenza, arriva a scarabocchiargli in faccia. Subito rinsavito, per scusarsi della'tto sconsiderato invita il ragazzo a casa propria finendo di fatto per avere con questi una relazione sessuale. I giorni successivi, turbato dalla scoperta della propria omosessualità, pur non ammettendolo a se stesso il sottosegretario ricerca il giovane e, quando una sera, quest'ultimo gli si presenta a casa, in preda all'imbarazzo e alla confusione più totale, fugge.
Solamente dopo un affannoso inseguimento il giovane politico ammetterà i propri sentimenti, al giovane e a se stesso.

### Discorso del gelato
Tre ragazzi, grandi estimatori di gelati, sono seduti ad un bar consumando il loro cibo preferito. Discutono di gusti, indecisi su quale sia il migliore, e di gelaterie, tra cui eleggono campionessa imbattuta quella di Marcello, dolendosi che sia chiusa a causa del matrimonio del proprietario. Quando arrivano poi a parlare, con leggerezza e per scherzo, della possibilità di sposarsi all'unanimità concordano di scegliere - come torta nuziale - una torta gelato.

### Uomo che è stato inseguito
Il sottosegretario del capitolo Manifesto corre disperatamente, inseguito dal vandalo con cui ha intrecciato una relazione. Sfinito, viene raggiunto dal ragazzo che gli offre del gelato preso alla gelateria di Marcello e gli chiede spiegazioni; il giovane politico è di nuovo incerto se continuare o meno la sua relazione omosessuale: è infatti stato scelto come candidato alle future elezioni e il partito di cui fa parte non riconosce diritti ai gay. Questo lo costringe ad evitare di farsi vedere accompagnato dall'amante, sebbene lui stesso non voglia separarsi da quest'ultimo.

### La camera del primo pomeriggio
Dopo aver fatto sesso, il figlio del gelataio Marcello offre al suo compagno del gelato. Il dolce è di fatto un nuovo gusto cui il padre e il figlio hanno da poco lavorato e che quest'ultimo ha deciso di offrire in esclusiva all'amante. Quest'ultimo, colpito dalla gentilezza, non può che commuoversi.

### Sigaro
Il politico Oliviero, accanito fumatore di sigari, vive come una vera sfida e tormento la giornata mondiale per la lotta contro il fumo e così trascorre tutta la giornata in Parlamento profondamente indispettito nonostante i tentativi di Marco, collega e compagno - al lavoro come nella vita privata. A fine giornata, elusi i paparazzi, la coppia si concede un bacio, prima che Oliviero torni alle sue abitudini di fumatore, godendo così l'occasione di trovarlo finalmente non pregno di fumo.

### Ricco e riparatore
Un idraulico viene chiamato da un uomo abbiente a causa di una perdita. Colpito dallo sfarzo e dalla vastità dell'appartamento, il lavoratore rimane a lungo a controllare il sistema idraulico. Una volta finito il lavoro e rintracciato tra le innumerevoli stanze il ricco proprietario, scopre che questi nel frattempo ha preparato una romantica cena intima per loro due.

### (黒山さんのニオイ?,Kuroyama-san no Nioi)
Kuroda e Kumoi, dopo aver trascorso la serata a bere con alcuni amici per locali, decidono di trascorrere la notte a casa di quest'ultimo. Kuroda, ormai completamente ubriaco, si getta sul letto dell'amico, che, indispettito, gli rimprovera di far puzzare d'alcol tutta casa. Prima di prendere sonno, Kurodafa in tempo ad accorgersi che Kumoi - dall'ultima volta che ha pernottato a casa dell'amico - non ha ancora messo in ordine l'abitazione. Kumoi, assopitosi Kuroda, non può far a meno di ricordarsi della sera precedente, quando è andato a letto con il compagno di bevute e, incapace di prendere sonno, si sofferma ad ammirare il volto dell'amico addormentato.